# چارنا دامبروفکا
چارنا دامبروفکا (لهستانی: Czarna Dąbrówka؛ ‏ [ˈt͡ʂarna dɔmˈbrufka]) یک روستا در لهستان است که در گمینا چارنا دامبروفکا واقع شده‌است. چارنا دامبروفکا ۱٬۱۱۲ نفر جمعیت دارد.